# Inugami (pel·lícula)
Inugami (狗神, Inugami) és una pel·lícula japonesa de fantasia dirigida per Masato Harada, estrenada el 27 de gener de 2001.

## Argument
Omine, avui dia: un petit poble perdut a les muntanyes de l'illa de Shikoku. Els habitants viuen en comunió amb la natura que els envolta, i també amb els esperits. Es diu que la família Bonomiya va ser maleïda durant generacions, les seves dones tenien, segons sembla, la capacitat de mantenir presoner l'esperit maligne anomenat Inugami en una urna. La Bonomiya Miki ara porta aquesta càrrega a l'esquena. Tot va malament el dia que un jove desconegut arriba al poble i s'enamora de la bella Miki...

## Repartiment
- Kanako Fukaura: Momoyo Bonomiya
- Shion Machida: Sonoko Bonomiya
- Makoto Togashi: Hide Ishiyama
- Yūki Amami: Miki Bonomiya
- Atsuro Watabe: Akira Nutahara
- Masato Irie: Hirofumi Bonomiya
- Miyû Watase: Rika Bonomiya
- Keiko Awaji: Katsuko Doi
- Kazuhiro Yamaji: Takanao
- Kyôichi Satô: Mimoto
- Shiho Fujimura: Tomie Bonomiya
- Torahiko Hamada: Patriarca
- Eugene Harada: Seiji Doi

## Notificacions i premis
- Nominació a l'Os d'or al 51è Festival Internacional de Cinema de Berlín 2001.[3]
- Premi a la millor actriu (Yuki Amami) i nominació a la millor pel·lícula al XXXIV Festival Internacional de Cinema Fantàstic de Catalunya de 2001.[4]
- Premi del jurat al Festival Internacional de Cinema de Newport 2001.
- Premi a la millor actriu (Yuki Amami), als Premis Blue Ribbon 2002.
- Premi a la millor fotografia (Junichi Fujisawa) i millor il·luminació (Masao Kanazawa), durant el Premis de Cinema Mainichi 2002.